# عجیین
عجیین (به فرانسوی: Ajain) یک کامین در فرانسه است که در کروز واقع شده‌است.

## خصوصیات
عجیین ۳۳٫۱۴ کیلومترمربع مساحت و ۱٬۰۹۹ نفر جمعیت دارد و ۴۸۶ متر بالاتر از سطح دریا واقع شده‌است.